# Alphinellus
Alphinellus is een kevergeslacht uit de familie van de boktorren (Cerambycidae). De wetenschappelijke naam van het geslacht werd voor het eerst geldig gepubliceerd in 1881 door Bates.

## Soorten
Alphinellus omvat de volgende soorten:
- Alphinellus carinipennis Bates, 1885
- Alphinellus gibbicollis Bates, 1881
- Alphinellus minimus Bates, 1881
- Alphinellus subcornutus Bates, 1881